# World Top Four de Voleibol Masculino de 1992
O World Top Four de Voleibol Masculino de 1992 foi uma competição que reuniu os três medalhistas da Olimpíada de Barcelona e o Japão (país-sede), e foi realizado entre os dias 10 de novembro e 15 de novembro, nas cidades japonesas de Tóquio e Osaka.

## Equipes Participantes
| Seleção        | Qualificação                   |
| -------------- | ------------------------------ |
| Japão          | País-sede                      |
| Brasil         | medalha de ouro em Barcelona   |
| Países Baixos  | medalha de prata em Barcelona  |
| Estados Unidos | medalha de bronze em Barcelona |

## Primeira Fase - Tóquio
| Data  | Jogo          | Jogo | Jogo           | Parciais | Parciais | Parciais | Parciais | Parciais |
| Data  | Jogo          | Jogo | Jogo           | 1        | 2        | 3        | 4        | 5        |
| ----- | ------------- | ---- | -------------- | -------- | -------- | -------- | -------- | -------- |
| 10/11 | Brasil        | 3-1  | Países Baixos  | 15-08    | 11-15    | 15-05    | 15-11    | -        |
| 10/11 | Japão         | 3-1  | Estados Unidos | 15-05    | 15-09    | 10-15    | 15-07    | -        |
| 11/11 | Países Baixos | 3-2  | Estados Unidos | 07-15    | 15-12    | 15-07    | 11-15    | 15-12    |
| 11/11 | Brasil        | 3-0  | Japão          | 15-10    | 15-10    | 15-05    | -        | -        |
| 12/11 | Brasil        | 3-0  | Estados Unidos | 15-02    | 15-10    | 15-11    | -        | -        |
| 12/11 | Japão         | 3-0  | Países Baixos  | 15-10    | 15-09    | 15-05    | -        | -        |

## Classificação da Primeira Fase
| Pos | Equipe         | Pts | J | V | D | SP | SC | SA    | PP  | PC  | PA    |
| --- | -------------- | --- | - | - | - | -- | -- | ----- | --- | --- | ----- |
| 1   | Brasil         | 6   | 3 | 3 | 0 | 9  | 1  | 9,000 | 146 | 87  | 1,678 |
| 2   | Japão          | 5   | 3 | 2 | 1 | 6  | 4  | 1,500 | 125 | 105 | 1,190 |
| 3   | Países Baixos  | 4   | 3 | 1 | 2 | 4  | 8  | 0,500 | 126 | 162 | 0,777 |
| 4   | Estados Unidos | 3   | 3 | 0 | 3 | 3  | 9  | 0,333 | 120 | 163 | 0,736 |

PTS - pontos, J - jogos, V - vitórias, D - derrotas, SP - sets pró, SC - sets contra, SA - sets average, PP - pontos pró, PC - pontos contra, PA - pontos average

## Semifinais - Osaka
| Data  | Jogo   | Jogo | Jogo           | Parciais | Parciais | Parciais | Parciais | Parciais |
| Data  | Jogo   | Jogo | Jogo           | 1        | 2        | 3        | 4        | 5        |
| ----- | ------ | ---- | -------------- | -------- | -------- | -------- | -------- | -------- |
| 14/11 | Brasil | 3-0  | Estados Unidos | 15-05    | 15-08    | 15-09    | -        | -        |
| 14/11 | Japão  | 3-0  | Países Baixos  | 15-08    | 15-07    | 15-05    | -        | -        |

## Disputa do Bronze - Osaka
| Data  | Jogo          | Jogo | Jogo           | Parciais | Parciais | Parciais | Parciais | Parciais |
| Data  | Jogo          | Jogo | Jogo           | 1        | 2        | 3        | 4        | 5        |
| ----- | ------------- | ---- | -------------- | -------- | -------- | -------- | -------- | -------- |
| 15/11 | Países Baixos | 3-0  | Estados Unidos | 15-08    | 15-04    | 15-13    | -        | -        |

## Final - Osaka
| Data  | Jogo   | Jogo | Jogo  | Parciais | Parciais | Parciais | Parciais | Parciais |
| Data  | Jogo   | Jogo | Jogo  | 1        | 2        | 3        | 4        | 5        |
| ----- | ------ | ---- | ----- | -------- | -------- | -------- | -------- | -------- |
| 15/11 | Brasil | 3-0  | Japão | 15-00    | 15-06    | 15-05    | -        | -        |

## Classificação Final
| #      | Equipe         |
| ------ | -------------- |
| Gold   | Brasil         |
| Silver | Japão          |
| Bronze | Países Baixos  |
| 4.     | Estados Unidos |